# Eaces
Eaces (en llatí Aeaces, en grec antic Αἰάκης "Aiákes") fou fill de Silosó (Syloson) i net d'Eaces (el pare de Silosó i de Polícrates).
Va ser tirà de Samos però Aristàgores de Milet el va privar de la tirania quan els jonis es van revoltar contra els perses l'any 500 aC en uns fets coneguts com la Revolta Jònica. Llavors va fugir amb els perses i va induir als habitants de Samos a separar-se de la rebel·lió i a la flota a desertar al mig d'una batalla contra els perses. A la batalla naval els jonis van ser derrotats i els perses el van restaurar com a tirà de l'illa l'any 494 aC, segons diu Heròdot.